# Wellness (Roman)
Wellness ist ein Roman des amerikanischen Schriftstellers Nathan Hill, der im Jahr 2023 bei Alfred A. Knopf erschien. Im Folgejahr veröffentlichte der Piper Verlag die deutsche Übersetzung von Dirk van Gunsteren und Stephan Kleiner. Im Mittelpunkt des Romans steht die Beziehung von Jack und Elizabeth vom ersten Kennenlernen bis zu einer Ehekrise 21 Jahre später.

## Inhalt
Im Jahr 1993 studieren Jack Baker und Elizabeth Augustine in Chicago. Beide sind schwierigen Familienverhältnissen entflohen, beide hoffen in der Großstadt auf interessante Begegnungen. Sie wohnen vis-à-vis in einer Straße, beginnen unwillkürlich das Leben des anderen zu beobachten. Jack bewundert ihre Kultiviertheit und Weltgewandtheit, Elizabeth seine Zurückgezogenheit und Unabhängigkeit. Beide sehen im anderen genau die Person, die sie in Chicago zu finden gehofft haben, glauben aber, für diese nicht interessant genug zu sein. Auf einem Konzert, auf dem Elizabeth sich mit ihrem Date langweilt und Jack die Band fotografiert, treffen sie zum ersten Mal außerhalb ihrer Wohnungen aufeinander. Jacks erste Worte werden zur stehenden Redewendung für sie beide: „Kommst du?“ Sie glauben ineinander Seelenverwandte gefunden zu haben und sind fest davon überzeugt, dass sie eine bessere Beziehung führen werden als all die frustrierten und gescheiterten Paare um sie herum.
Im Jahr 2014 besichtigen Jack und Elizabeth, inzwischen verheiratet, die Eigentumswohnung im Planungszustand, in die sie ihre Ersparnisse gesteckt haben. An Kleinigkeiten – offene Regale, ein Kamin, die Option auf getrennte Schlafzimmer – entzünden sich Meinungsverschiedenheiten, die die Krise in ihrer Ehe offenlegen. Elizabeth will durch die neue Wohnung ihr Leben verändern. Er erkennt daran, dass sie unglücklich ist. Sie befinden sich nicht in einer Midlife-Crisis, wie die stets über alle relevanten psychologischen Studien informierte Elizabeth weiß, sondern auf dem Tiefpunkt einer Kurve in der Mitte des Lebens, nach dem die Zufriedenheit üblicherweise wieder zunimmt. Doch dass Jack nicht ihr Seelenverwandter ist, wie einst geglaubt, weiß Elizabeth schon seit sechs Jahren, als er das Problem der Neophobie und der Essensverweigerung ihres schwierigen Sohnes Toby, an dem sie sich monatelang mit all ihrem akademischen Ehrgeiz die Zähne ausgebissen hat, beiläufig löst und es nicht einmal für nötig hält, ihr Bescheid zu geben.
Elizabeth Augustine entstammt einer Familie von Geschäftsleuten, die über Generationen durch Ausbeutung und skrupellose Geschäfte – von der Bekleidung des Ku-Klux-Klans bis zur Plünderung der Opfer des Atombombenabwurfs auf Nagasaki – ein großes Vermögen angehäuft haben. Sie selbst ist von ihrem egoistischen Vater bis nahe an einen Suizidversuch schikaniert worden, bevor sie sich aus seinem Einfluss lösen kann. An der Seite ihres Mentors, des Psychologieprofessors Otto Sanborne von der DePaul University, arbeitet sie in einem Institut für Placebo-Forschung, das den Tarnnamen Wellness trägt und in dem diverse Heil- und Hilfsmittel mit Placebos verglichen werden, häufig mit dem Ergebnis, dass Placebos denselben Erfolg haben, wenn sie mit einer guten Geschichte ausgestattet werden.
Als Sanborne in den Ruhestand tritt und Elizabeth Wellness übernimmt, übertritt sie dessen ethische Grenzen und setzt Placebos auch ohne Vergleichsstudien ein, um die Selbstheilungskräfte ihrer Probanden zu wecken, was bis zu Liebestränken bei Beziehungsproblemen reicht. Während sie zeitweise erfolgreich ist und einen lukrativen Beratervertrag mit United Airlines abschließt, der Jack und ihr überhaupt erst den Erwerb einer teuren Immobilie ermöglicht, fliegen die Praktiken von Wellness am Ende auf, als Elizabeth sich mit ihrer Freundin Brandie überwirft, einer fundamentalistischen Christin, die sie beim Besuch eines Swingerclubs erkannt hat, mit dem Elizabeth die Beziehung zu Jack aufzupeppen gehofft hat, und fortan den Protest radikaler Aktivisten gegen Elizabeth und Wellness lenkt. Ohne den Glauben der Probanden sind die Placebos fortan wirkungslos und das Institut verliert seine Daseinsberechtigung.
Jack stammt aus dem ländlichen Kansas. Das Trauma seiner Kindheit zwischen einem spröden Vater und einer lieblosen Mutter ist der Tod seiner vergötterten Schwester Evelyn, die bei einem Präriefeuer ums Leben kommt, nachdem der kleine Jack sie nach allgemeiner Überlieferung zur Beobachtung des Feuers auf die falsche Weide geschickt haben soll. Jack folgt dem Vorbild seiner Schwester, die früh mit Bildern wie American Gothic sein Interesse für Kunst geweckt hat, und schreibt sich am Art Institute of Chicago ein, wo er sich zuerst als abschätzig behandeltes Landei fühlt. Seine künstlerische Anerkennung verdankt er einem Zufall: Um seine Pornosucht, die er in der Frühzeit des Internets an den Computern des Instituts auslebt, zu tarnen, gibt er seine Fotografien der heruntergeladenen Bilder als postmoderne Kunstwerke aus.

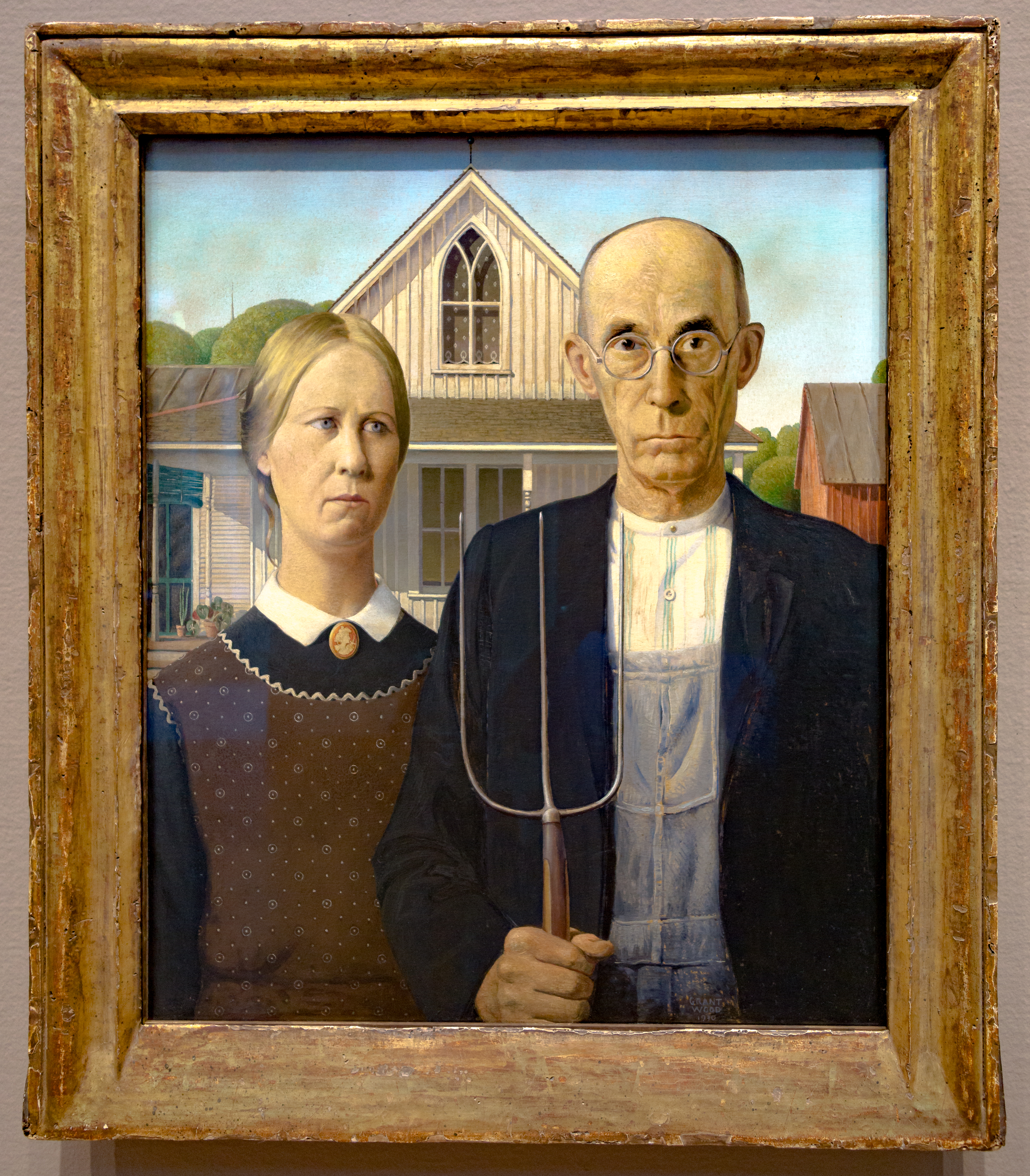
Grant Wood: American Gothic (1930), Öl auf Holzfaserplatte, 76 × 63,3 cm, Art Institute of Chicago
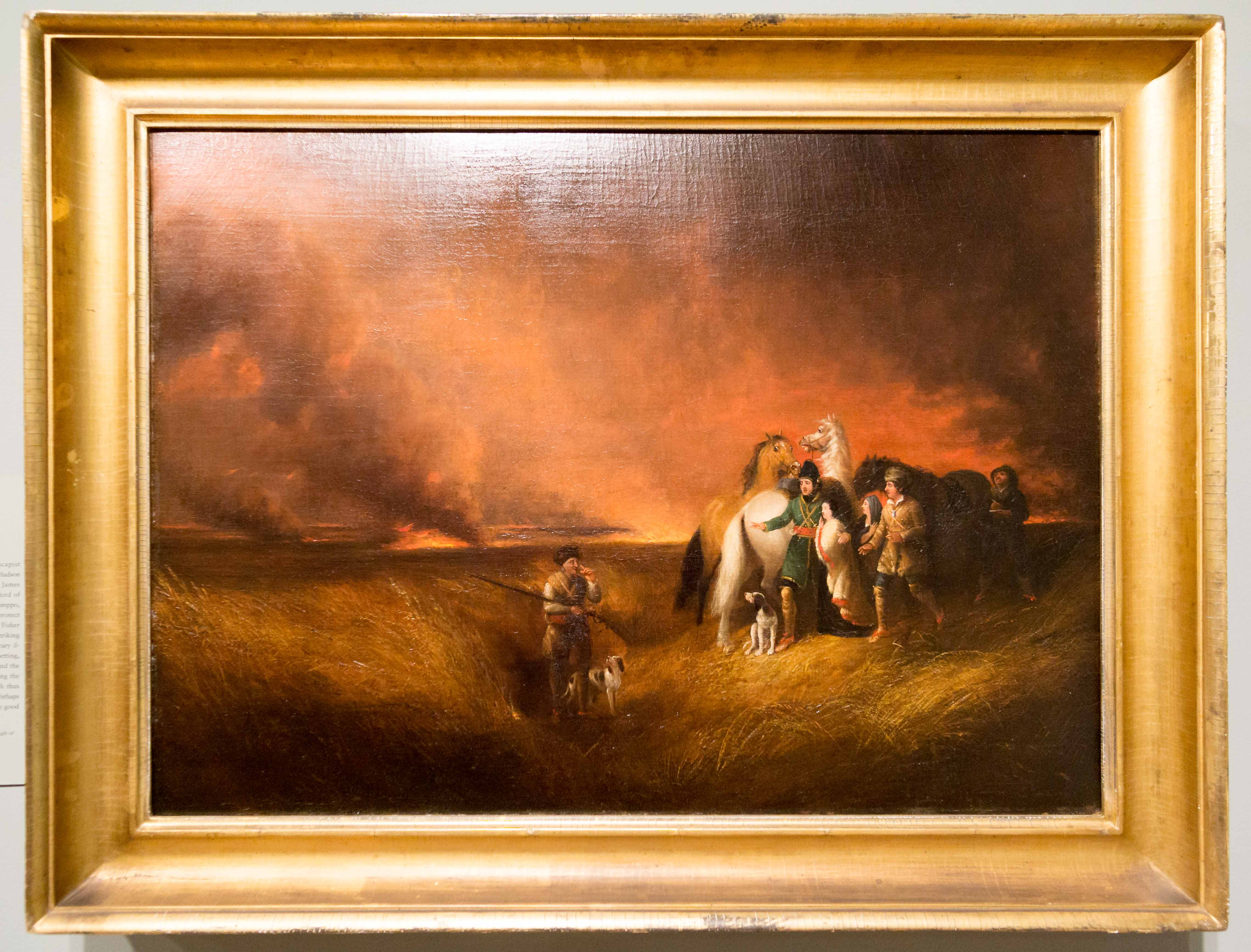
Alvan Fisher: The Prairie on Fire (1827), Öl auf Leinwand, 61 × 83,8 cm, Art Institute of Chicago

Jahre später ist Jack noch immer unterbezahlter Dozent ohne Festanstellung, dessen geringen Wert der Finanzvorstand der Hochschule an der nicht vorhandenen Beachtung in sozialen Medien festmacht. Dies ändert sich kurioserweise erst, als Chatbots mit großer Reichweite auf den Facebook-Streit zwischen Jack und seinem Vater, einem überzeugten Anhänger von Verschwörungstheorien, aufspringen. Plötzlich wird der Name Jack Baker bekannt und die Menschen beziehen Stellung zu seiner Kunst. Auf dem Begräbnis seines Vaters begreift Jack, dass dieser ihn auf seine distanzierte Art geliebt hat. Seine Kunstwerke sind inzwischen Bilder ohne Kamera, die durch die chemischen Prozesse von Emulsionen, Entwicklerflüssigkeit und Fixiermittel auf Fotopapier entstehen und immer dieselbe Art Fleck ohne Bedeutung erzeugen. Erst Jacks Mutter erkennt, dass das Nichts auf den Bildern Jacks abwesende Schwester ist. Und sie gesteht die mögliche Schuld an deren Tod ein, nach dem sie ihren Sohn zum Sündenbock gemacht habe, um in der Gemeinde nicht das Gesicht zu verlieren.
Der Protest der Fundamentalisten um Brandie hat auch Auswirkungen auf den geplanten Bau von Eigentumswohnungen. Die zwielichtigen Finanziers der Immobilien springen ab, der Bauherr Benjamin Quince, ein alter Freund von Jack und Elizabeth, sieht keinen anderen Ausweg, als die Bauruine abzufackeln, um wenigsten die Versicherungsprämie zu kassieren. In plötzlicher Angst um Jack eilt Elizabeth zu dem brennenden Gebäude, doch dieser hat die Wohnung rechtzeitig verlassen und winkt ihr wie bei ihrer ersten Begegnung zu. Jack und Elizabeth begreifen, dass sie sich noch immer lieben, dass man sich auf die Unsicherheit der Liebe einlassen muss, um lebendig zu sein, und dass, wenn man nicht sicher weiß, welche der vielen möglichen Geschichten wahr sind, man sich ebenso gut diejenigen aussuchen kann, die gut und liebevoll sind.

## Rezeption
Nach seinem Debüt Geister, das Hill im Jahr 2016 schlagartig berühmt machte, ist Wellness sein zweiter Roman, und es ist laut Maja Beckers in der Zeit „ein durch und durch amerikanischer Roman […], die typische Großerzählung, die quer durchs Land und die Generationen führt.“ In seinen Beobachtungen der Gesellschaft erinnere Hill an Jonathan Franzen, dabei nehme seine „Zeitgeist-Satire“ ihre Figuren mit ihren Nöten ernst, biete Erklärungen an, um sie Kapitel später wieder aufzuheben. Sie erzähle vom Drang, „zu verstehen, warum die Welt ist, wie sie ist, und sich gegenseitig darin Bedeutung zuzuschreiben.“ Dabei bleibe sie jederzeit „sehr gut gemachte Unterhaltung“.
Auch Thomas Andre verweist im Hamburger Abendblatt auf die Great American Novel, bringt Franzen ins Spiel, daneben John Irving und Donna Tartt, die ähnlich üppig erzählen, wobei Hill noch mehr Humor besitze. Er sei aber auch ein „Neuerer des Liebesromans“, der „schmerzhaft ausführlich und immer wieder irre komisch von der Ehe und ihren Fallstricken erzählt“. Der Roman sei ein „Pageturner“ für alle, „die sich in der Lebensspanne des mittleren Alters befinden oder sich noch gut daran erinnern“. Darin sei er zeitlos, obwohl er sich doch große Mühe gebe, auch „ein Roman für unsere Gegenwart zu sein“.
Für Judith von Sternburg in der Frankfurter Rundschau ist Wellness „ein perfektes Buch für das Jahr einer schicksalhaften US-Präsidentschaftswahl. Aber es spielt in einer Zeit, als noch eine Unschuld da war“, eine eingebildete zwar, doch sei es kein Zufall, dass Hill seine zwei Ankerpunkte 1993 und 2014 vor Donald Trump angesetzt habe. Dabei teste Hill den Leser, in dem er die Wirkung von Placebos und Verschwörungstheorien gleichsetzt und hinterfragt, das Abgleiten von Jacks Vater in die Internet-Schattenwelt in einem „Drama in sieben Algorithmen“ demonstriert und „seine perfekt geölte, barock verzweigte Geschichtenmaschine anrollen lässt und in ihrer Pracht vorführt“.
Laut Christiane Lutz in der Süddeutschen Zeitung kann sich der Leser bei Hill darauf verlassen, dass alle Handlungen ihre Konsequenzen haben. In seinem „saftigen Gesellschaftsroman“ führe er „in die Psychologie der Autosuggestion, durch amerikanische Geschichte, das Internet, teilt Expertenwissen über Farming in Kansas. Er springt in den Zeiten hin und her und sorgt penibel dafür, dass alles psychologisch begründet ist.“ Dabei sei das Ende kein „Feelgood-Plädoyer“, einfach seine Einstellung zu den Dingen zu ändern. Vielmehr gehe es um die Möglichkeiten, die in der Lösung von einer absoluten Wahrheit liegen oder wie es der Gründer von Wellness im Roman sagt: „Glauben Sie, was Sie wollen, meine Liebe, aber glauben Sie vorsichtig“.

## Ausgaben
- Nathan Hill: Wellness. Alfred A. Knopf, New York 2023, ISBN 978-0-593-53611-7.
- Nathan Hill: Wellness. Aus dem amerikanischen Englisch von Dirk van Gunsteren und Stephan Kleiner. Piper, München 2024, ISBN 978-3-492-07214-4.
- Nathan Hill: Wellness. Aus dem amerikanischen Englisch von Dirk van Gunsteren und Stephan Kleiner. Gelesen von Uve Teschner. Osterwoldaudio, Hamburg 2024, ISBN 978-3-86952-598-3.